# Цвіточне (Україна)
Цвіто́чне (до 1945 року — Яни-Бурулча, Нова Бурулча, крим. Yañı Burulça) — село в Україні, в Білогірському районі Автономної Республіки Крим. Центр Цвіточненської сільської ради.

## Історія
Поблизу Цвіточного виявлено залишки скіфських городища і поселення, а також поселення VIII–XV століть.

## Населення

### Мова
Розподіл населення за рідною мовою за даними перепису 2001 року:
| Мова              | Кількість | Відсоток |
| ----------------- | --------- | -------- |
| російська         | 1149      | 45.12%   |
| кримськотатарська | 1123      | 44.11%   |
| українська        | 232       | 9.11%    |
| вірменська        | 10        | 0.39%    |
| білоруська        | 5         | 0.20%    |
| румунська         | 1         | 0.04%    |
| болгарська        | 2         | 0.08%    |
| німецька          | 1         | 0.04%    |
| інші/не вказали   | 23        | 0.91%    |
| Усього            | 2546      | 100%     |